# Luis Suárez (calciatore 1935)
Luis Suárez Miramontes, detto Luisito (La Coruña, 2 maggio 1935 – Milano, 9 luglio 2023), è stato un calciatore e allenatore di calcio spagnolo, di ruolo centrocampista, campione d'Europa con la nazionale spagnola nel 1964.
Considerato uno dei migliori giocatori della sua generazione, ha esordito tra le file del Deportivo La Coruña per poi trasferirsi al Barcellona, dove ha vinto due edizioni del campionato spagnolo, della Coppa nazionale e della Coppa delle Fiere. Nel 1961 è approdato all'Inter, con la quale ha conquistato tre campionati italiani nonché due Coppe dei Campioni e altrettante Coppe Intercontinentali. Sotto la guida dell'allenatore argentino Helenio Herrera, che lo aveva già avuto alle sue dipendenze nel Barcellona, si è affermato nel contempo come uno dei migliori registi del panorama internazionale venendo annoverato ancora oggi tra i massimi interpreti del ruolo nella storia del calcio. Ha concluso la carriera nel 1973 giocando per la Sampdoria.
Con la maglia della nazionale spagnola ha collezionato 32 presenze e segnato 14 reti partecipando appunto alla vittoriosa edizione casalinga del campionato d'Europa 1964.
A livello individuale ha vinto il Pallone d'oro 1960, divenendo il primo spagnolo ad aggiudicarsi il prestigioso riconoscimento messo in palio da France Football (fatta eccezione per il naturalizzato Alfredo Di Stéfano).

## Biografia
È morto il 9 luglio 2023, all'età di 88 anni, all'ospedale Niguarda Ca' Granda di Milano, dov'era ricoverato da tempo.

## Caratteristiche tecniche

### Giocatore
Dapprima distintosi quale mezzala con una spiccata propensione al gol – fatto che il calciatore era solito ricondurre, in via scaramantica, al rovesciarsi del vino a tavola – fu successivamente arretrato in cabina di regia: pur senza risentirne in termini realizzativi, affinò maggiormente la precisione in lanci utili ad innescare il contropiede.
In ragione delle capacità balistiche venne soprannominato Architetto.

## Carriera

### Giocatore

#### Club

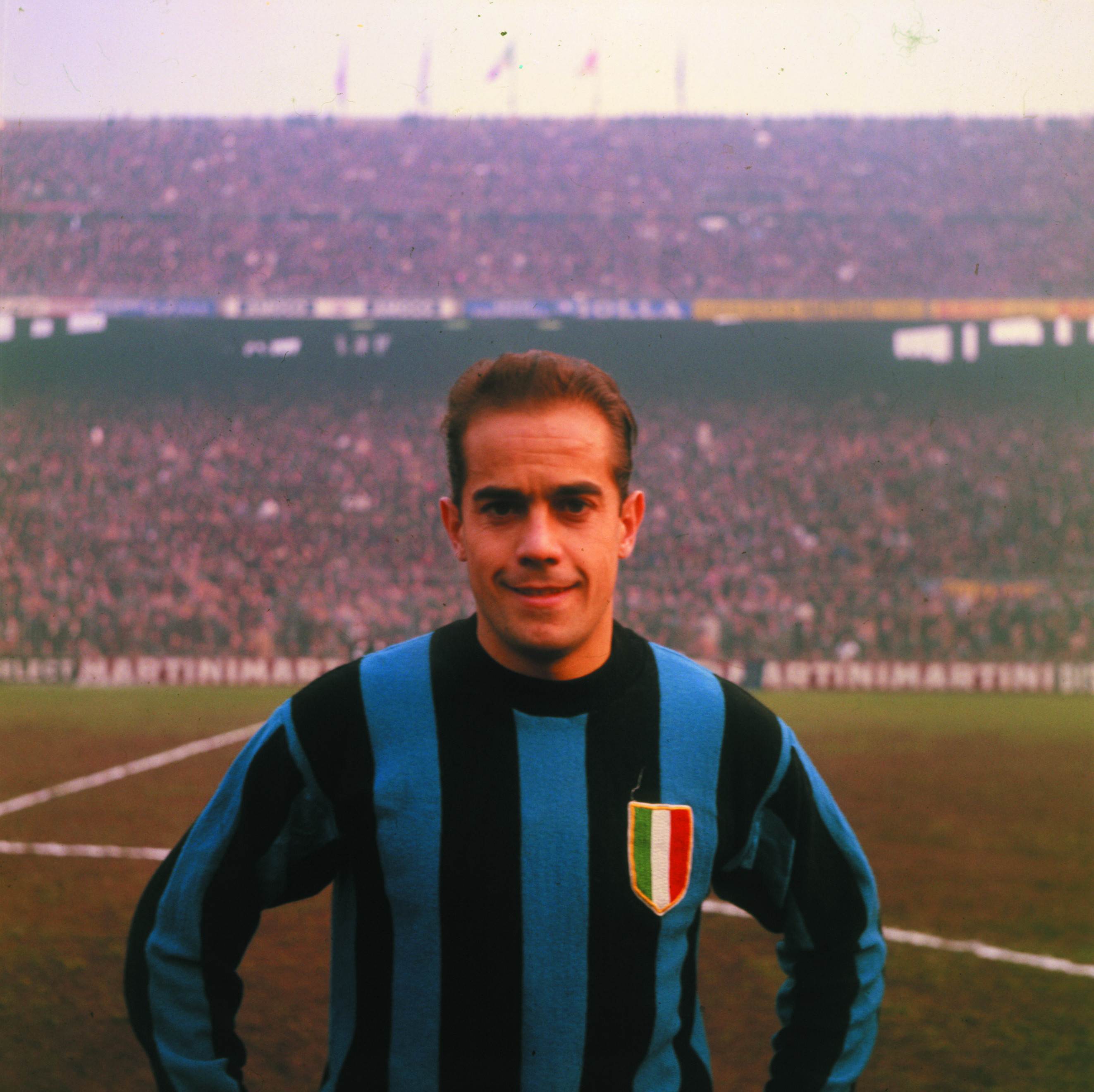
Suárez con la maglia dell'Inter a metà degli anni 1960

All'età di 15 anni lesse su un giornale che il Deportivo La Coruña stava cercando dei ragazzi da inserire nel vivaio: superato il provino, esordì a livello professionistico nel 1953.
L'anno dopo si trasferì al Barcellona, fortemente voluto dall'allenatore Helenio Herrera. In maglia catalana si aggiudicò tra l'altro la Coppa delle Fiere nel 1958 e 1960. Sempre nel 1960 fu eletto Pallone d'oro, riconoscimento riservato al miglior calciatore europeo dell'anno. Lo stesso Herrera, una volta accasatosi all'Inter, ne richiese espressamente l'ingaggio da parte dei nerazzurri nell'estate 1961: la cifra sborsata dalla società milanese, vicina ai 300 milioni di lire, permise ai blaugrana di costruire un nuovo anello al Camp Nou.
Nel corso della seconda annata a Milano – dopo una stagione d'esordio caratterizzata dalla rete all'Atalanta al debutto, nonché da un infortunio al menisco apparso più grave dell'effettiva entità – il Mago ne ridefinì la posizione in campo, facendone il pilastro della mediana: smessi i panni d'incursore, Suárez divenne in breve tempo faro del centrocampo nella Grande Inter. Con la squadra meneghina vinse 3 scudetti oltre a 2 Coppe Campioni e altrettante Coppe Intercontinentali; la formazione nerazzurra perse invece il campionato 1963-64 nello spareggio con il Bologna, oltre alla finale di Coppa Campioni 1966-67 contro il Celtic in cui lo spagnolo fu rimpiazzato da Bicicli per infortunio.

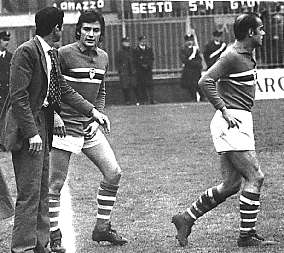
Suárez (a destra) alla Sampdoria nella stagione 1971-1972, assieme a Roberto Casone e al tecnico Heriberto Herrera.

Concluse la carriera con un triennio alla Sampdoria, raggiungendo dal 1971 al 1973 l'obiettivo della salvezza con i liguri.

#### Nazionale
Nazionale spagnolo dal 1957 al 1972, partecipò ai Mondiali 1962 e 1966 vincendo inoltre l'Europeo 1964.

### Allenatore
Dopo il ritiro dall'attività agonistica, intraprese la strada di allenatore guidando nel 1973-74 il settore giovanile del Genoa: l'anno seguente rimpiazzò Masiero (suo compagno di squadra in nerazzurro dal 1961 al 1963) proprio sulla panchina dell'Inter, chiudendo tuttavia il campionato 1974-75 con un deludente nono posto.
Al timone dell'Under-21 iberica conseguì il miglior risultato in qualità di tecnico, aggiudicandosi il campionato europeo di categoria nel 1986 ai rigori contro i pari età italiani. Da selezionatore della rappresentativa maggiore guidò invece le Furie Rosse ai Mondiali 1990, terminati con l'eliminazione contro la Jugoslavia negli ottavi di finale.
Dal gennaio al maggio 1992 assunse nuovamente la conduzione dell'Inter, rilevando il dimissionario Orrico: alla seconda parentesi sulla panchina dei meneghini è legata la vicenda di Desideri, posto fuori rosa per aver insultato l'allenatore iberico dopo un gol segnato al Napoli. La squadra terminò il campionato all'ottavo posto, con conseguente esclusione dalle coppe continentali.
Entrato nei quadri dirigenziali della Beneamata a seguito dell'insediamento di Massimo Moratti alla presidenza nel febbraio 1995, nell'autunno del medesimo anno sedette pro tempore in panchina per rilevare l'esonerato Ottavio Bianchi in attesa dell'ufficialità di Roy Hodgson.

## Statistiche

### Presenze e reti nei club
| Stagione         | Squadra             | Campionato       | Campionato | Campionato | Coppe nazionali | Coppe nazionali | Coppe nazionali | Coppe continentali | Coppe continentali | Coppe continentali | Altre coppe | Altre coppe | Altre coppe | Totale | Totale |
| Stagione         | Squadra             | Comp             | Pres       | Reti       | Comp            | Pres            | Reti            | Comp               | Pres               | Reti               | Comp        | Pres        | Reti        | Pres   | Reti   |
| ---------------- | ------------------- | ---------------- | ---------- | ---------- | --------------- | --------------- | --------------- | ------------------ | ------------------ | ------------------ | ----------- | ----------- | ----------- | ------ | ------ |
| 1953-1954        | Deportivo La Coruña | PD               | 17         | 3          | CG              | 0               | 0               | -                  | -                  | -                  | -           | -           | -           | 17     | 3      |
| 1953-1954        | España Industrial   | SD               | 8          | 7          | CG              | 0               | 0               | -                  | -                  | -                  | -           | -           | -           | 8      | 7      |
| 1953-1954        | Barcellona          | PD               | 0          | 0          | CG              | 7               | 0               | -                  | -                  | -                  | -           | -           | -           | 7      | 0      |
| 1954-1955        | Barcellona          | PD               | 6          | 3          | CG              | 1               | 1               | -                  | -                  | -                  | -           | -           | -           | 7      | 4      |
| 1955-1956        | Barcellona          | PD               | 17         | 5          | CG              | 2               | 0               | -                  | -                  | -                  | -           | -           | -           | 19     | 5      |
| 1956-1957        | Barcellona          | PD               | 21         | 13         | CG              | 2               | 0               | -                  | -                  | -                  | -           | -           | -           | 23     | 13     |
| 1957-1958        | Barcellona          | PD               | 12         | 2          | CG              | 6               | 5               | CF                 | 2                  | 2                  | -           | -           | -           | 20     | 9      |
| 1958-1959        | Barcellona          | PD               | 26         | 14         | CG              | 9               | 6               | CF                 | 1                  | 0                  | -           | -           | -           | 36     | 20     |
| 1959-1960        | Barcellona          | PD               | 23         | 13         | CG              | 2               | 0               | CF+CC              | 4+7                | 0+1                | -           | -           | -           | 36     | 14     |
| 1960-1961        | Barcellona          | PD               | 17         | 10         | CG              | 0               | 0               | CF+CC              | 2+9                | 1+4                | -           | -           | -           | 28     | 15     |
| Totale Barcelona | Totale Barcelona    | Totale Barcelona | 122        | 60         |                 | 29              | 12              |                    | 25                 | 8                  |             | 0           | 0           | 176    | 80     |
| 1961-1962        | Inter               | A                | 27         | 11         | CI              | 0               | 0               | CF                 | 5                  | 4                  | -           | -           | -           | 32     | 15     |
| 1962-1963        | Inter               | A                | 29         | 8          | CI              | 1               | 0               | -                  | -                  | -                  | -           | -           | -           | 30     | 8      |
| 1963-1964        | Inter               | A                | 26+1       | 3+0        | CI              | 0               | 0               | CC                 | 9                  | 1                  | -           | -           | -           | 36     | 4      |
| 1964-1965        | Inter               | A                | 29         | 8          | CI              | 3               | 1               | CC                 | 9                  | 2                  | CInt        | 3           | 0           | 44     | 11     |
| 1965-1966        | Inter               | A                | 27         | 5          | CI              | 2               | 0               | CC                 | 7                  | 0                  | CInt        | 2           | 0           | 38     | 5      |
| 1966-1967        | Inter               | A                | 32         | 3          | CI              | 2               | 1               | CC                 | 9                  | 1                  | -           | -           | -           | 43     | 5      |
| 1967-1968        | Inter               | A                | 29         | 2          | CI              | 9               | 1               | -                  | -                  | -                  | -           | -           | -           | 38     | 3      |
| 1968-1969        | Inter               | A                | 29         | 1          | CI              | 0               | 0               | -                  | -                  | -                  | -           | -           | -           | 29     | 1      |
| 1969-1970        | Inter               | A                | 28         | 1          | CI              | 5               | 1               | CF                 | 10                 | 1                  | -           | -           | -           | 43     | 3      |
| Totale Inter     | Totale Inter        | Totale Inter     | 256+1      | 42         |                 | 22              | 4               |                    | 49                 | 9                  |             | 5           | 0           | 333    | 55     |
| 1970-1971        | Sampdoria           | A                | 28         | 5          | CI              | 3               | 2               | -                  | -                  | -                  | -           | -           | -           | 31     | 7      |
| 1971-1972        | Sampdoria           | A                | 27         | 4          | CI              | 4               | 1               | -                  | -                  | -                  | -           | -           | -           | 31     | 5      |
| 1972-1973        | Sampdoria           | A                | 8          | 0          | CI              | 3               | 1               | -                  | -                  | -                  | -           | -           | -           | 11     | 1      |
| Totale Sampdoria | Totale Sampdoria    | Totale Sampdoria | 63         | 9          |                 | 10              | 4               |                    | -                  | -                  |             | -           | -           | 73     | 13     |
| Totale carriera  | Totale carriera     | Totale carriera  | 466+1      | 121        |                 | 61              | 20              |                    | 74                 | 17                 |             | 5           | 0           | 627    | 158    |

### Cronologia presenze e reti in nazionale
| Cronologia completa delle presenze e delle reti in nazionale ― Spagna | Cronologia completa delle presenze e delle reti in nazionale ― Spagna | Cronologia completa delle presenze e delle reti in nazionale ― Spagna | Cronologia completa delle presenze e delle reti in nazionale ― Spagna | Cronologia completa delle presenze e delle reti in nazionale ― Spagna | Cronologia completa delle presenze e delle reti in nazionale ― Spagna | Cronologia completa delle presenze e delle reti in nazionale ― Spagna | Cronologia completa delle presenze e delle reti in nazionale ― Spagna |
| Data                                                                  | Città                                                                 | In casa                                                               | Risultato                                                             | Ospiti                                                                | Competizione                                                          | Reti                                                                  | Note                                                                  |
| --------------------------------------------------------------------- | --------------------------------------------------------------------- | --------------------------------------------------------------------- | --------------------------------------------------------------------- | --------------------------------------------------------------------- | --------------------------------------------------------------------- | --------------------------------------------------------------------- | --------------------------------------------------------------------- |
| 30-1-1957                                                             | Madrid                                                                | Spagna                                                                | 5 – 1                                                                 | Paesi Bassi                                                           | Amichevole                                                            | -                                                                     |                                                                       |
| 10-3-1957                                                             | Madrid                                                                | Spagna                                                                | 2 – 2                                                                 | Svizzera                                                              | Qual. Mondiali 1958                                                   | 1                                                                     |                                                                       |
| 10-3-1957                                                             | Bruxelles                                                             | Belgio                                                                | 0 – 5                                                                 | Spagna                                                                | Amichevole                                                            | 2                                                                     |                                                                       |
| 8-5-1957                                                              | Glasgow                                                               | Scozia                                                                | 4 – 2                                                                 | Spagna                                                                | Qual. Mondiali 1958                                                   | 1                                                                     |                                                                       |
| 6-11-1957                                                             | Madrid                                                                | Spagna                                                                | 5 – 1                                                                 | Turchia                                                               | Amichevole                                                            | -                                                                     |                                                                       |
| 24-11-1957                                                            | Losanna                                                               | Svizzera                                                              | 1 – 4                                                                 | Spagna                                                                | Qual. Mondiali 1958                                                   | -                                                                     |                                                                       |
| 13-3-1958                                                             | Parigi                                                                | Francia                                                               | 2 – 2                                                                 | Spagna                                                                | Amichevole                                                            | 1                                                                     |                                                                       |
| 19-3-1958                                                             | Francoforte sul Meno                                                  | Germania Ovest                                                        | 2 – 0                                                                 | Spagna                                                                | Amichevole                                                            | -                                                                     |                                                                       |
| 15-10-1958                                                            | Madrid                                                                | Spagna                                                                | 6 – 2                                                                 | Irlanda del Nord                                                      | Amichevole                                                            | 1                                                                     |                                                                       |
| 28-2-1959                                                             | Roma                                                                  | Italia                                                                | 1 – 1                                                                 | Spagna                                                                | Amichevole                                                            | -                                                                     |                                                                       |
| 28-6-1959                                                             | Katowice                                                              | Polonia                                                               | 2 – 4                                                                 | Spagna                                                                | Qual. Euro 1960                                                       | 2                                                                     |                                                                       |
| 12-10-1959                                                            | Madrid                                                                | Spagna                                                                | 3 – 0                                                                 | Polonia                                                               | Qual. Euro 1960                                                       | -                                                                     |                                                                       |
| 22-11-1959                                                            | Valencia                                                              | Spagna                                                                | 6 – 3                                                                 | Austria                                                               | Amichevole                                                            | 2                                                                     |                                                                       |
| 17-12-1959                                                            | Parigi                                                                | Francia                                                               | 4 – 3                                                                 | Spagna                                                                | Amichevole                                                            | 1                                                                     |                                                                       |
| 13-3-1960                                                             | Barcellona                                                            | Spagna                                                                | 3 – 1                                                                 | Italia                                                                | Amichevole                                                            | -                                                                     |                                                                       |
| 10-7-1960                                                             | Lima                                                                  | Perù                                                                  | 1 – 3                                                                 | Spagna                                                                | Amichevole                                                            | 2                                                                     |                                                                       |
| 14-7-1960                                                             | Santiago del Cile                                                     | Cile                                                                  | 0 – 4                                                                 | Spagna                                                                | Amichevole                                                            | -                                                                     |                                                                       |
| 17-7-1960                                                             | Santiago del Cile                                                     | Cile                                                                  | 1 – 4                                                                 | Spagna                                                                | Amichevole                                                            | -                                                                     |                                                                       |
| 24-7-1960                                                             | Buenos Aires                                                          | Argentina                                                             | 2 – 0                                                                 | Spagna                                                                | Amichevole                                                            | -                                                                     |                                                                       |
| 26-10-1960                                                            | Londra                                                                | Inghilterra                                                           | 4 – 2                                                                 | Spagna                                                                | Amichevole                                                            | 1                                                                     | cap.                                                                  |
| 30-10-1960                                                            | Vienna                                                                | Austria                                                               | 3 – 0                                                                 | Spagna                                                                | Amichevole                                                            | -                                                                     |                                                                       |
| 19-4-1961                                                             | Cardiff                                                               | Galles                                                                | 1 – 2                                                                 | Spagna                                                                | Qual. Mondiali 1962                                                   | -                                                                     |                                                                       |
| 31-5-1962                                                             | Viña del Mar                                                          | Cecoslovacchia                                                        | 1 – 0                                                                 | Spagna                                                                | Mondiali 1962 - 1º turno                                              | -                                                                     |                                                                       |
| 3-6-1962                                                              | Viña del Mar                                                          | Spagna                                                                | 1 – 0                                                                 | Messico                                                               | Mondiali 1962 - 1º turno                                              | -                                                                     |                                                                       |
| 30-10-1963                                                            | Belfast                                                               | Irlanda del Nord                                                      | 0 – 1                                                                 | Spagna                                                                | Qual. Euro 1964                                                       | -                                                                     |                                                                       |
| 17-6-1964                                                             | Madrid                                                                | Spagna                                                                | 2 – 1                                                                 | Ungheria                                                              | Euro 1964 - Semifinale                                                | -                                                                     |                                                                       |
| 21-6-1964                                                             | Madrid                                                                | Spagna                                                                | 2 – 1                                                                 | Unione Sovietica                                                      | Euro 1964 - Finale                                                    | -                                                                     | [ 36 ]                                                                |
| 27-10-1965                                                            | Siviglia                                                              | Spagna                                                                | 4 – 1                                                                 | Irlanda                                                               | Qual. Mondiali 1966                                                   | -                                                                     |                                                                       |
| 10-11-1965                                                            | Parigi                                                                | Spagna                                                                | 1 – 0                                                                 | Irlanda                                                               | Qual. Mondiali 1966                                                   | -                                                                     |                                                                       |
| 13-7-1966                                                             | Birmingham                                                            | Argentina                                                             | 2 – 1                                                                 | Spagna                                                                | Mondiali 1966 - 1º turno                                              | -                                                                     |                                                                       |
| 15-7-1966                                                             | Sheffield                                                             | Spagna                                                                | 2 – 1                                                                 | Svizzera                                                              | Mondiali 1966 - 1º turno                                              | -                                                                     |                                                                       |
| 12-4-1972                                                             | Salonicco                                                             | Grecia                                                                | 0 – 0                                                                 | Spagna                                                                | Amichevole                                                            | -                                                                     | cap.                                                                  |
| Totale                                                                |                                                                       | Presenze                                                              | 32                                                                    |                                                                       | Reti                                                                  | 14                                                                    |                                                                       |

### Statistiche da allenatore

#### Club
| Stagione        | Squadra         | Campionato      | Campionato | Campionato | Campionato | Campionato | Coppe nazionali | Coppe nazionali | Coppe nazionali | Coppe nazionali | Coppe nazionali | Coppe continentali | Coppe continentali | Coppe continentali | Coppe continentali | Coppe continentali | Altre coppe | Altre coppe | Altre coppe | Altre coppe | Altre coppe | Totale | Totale | Totale | Totale | % Vittorie |
| Stagione        | Squadra         | Comp            | G          | V          | N          | P          | Comp            | G               | V               | N               | P               | Comp               | G                  | V                  | N                  | P                  | Comp        | G           | V           | N           | P           | G      | V      | N      | P      | %          |
| --------------- | --------------- | --------------- | ---------- | ---------- | ---------- | ---------- | --------------- | --------------- | --------------- | --------------- | --------------- | ------------------ | ------------------ | ------------------ | ------------------ | ------------------ | ----------- | ----------- | ----------- | ----------- | ----------- | ------ | ------ | ------ | ------ | ---------- |
| 1974-1975       | Inter           | A               | 30         | 10         | 10         | 10         | CI              | 10              | 5               | 2               | 3               | CU                 | 4                  | 1                  | 2                  | 1                  | -           | -           | -           | -           | -           | 44     | 16     | 14     | 14     | 36,36      |
| ago.-nov. 1975  | Cagliari        | A               | 8          | 0          | 3          | 5          | CI              | 4               | 0               | 2               | 2               | -                  | -                  | -                  | -                  | -                  | -           | -           | -           | -           | -           | 12     | 0      | 5      | 7      | &0,00      |
| feb.-giu. 1977  | SPAL            | B               | 18         | 4          | 10         | 4          | CI              | 6               | 0               | 1               | 5               | -                  | -                  | -                  | -                  | -                  | -           | -           | -           | -           | -           | 24     | 4      | 11     | 9      | 16,67      |
| 1977-1978       | Como            | B               | 11         | 3          | 4          | 4          | -               | -               | -               | -               | -               | -                  | -                  | -                  | -                  | -                  | -           | -           | -           | -           | -           | 11     | 3      | 4      | 4      | 27,27      |
| 1978-1979       | Deportivo       | SD              | 28         | 11         | 7          | 10         | CR              | 3               | 1               | 2               | 0               | -                  | -                  | -                  | -                  | -                  | -           | -           | -           | -           | -           | 31     | 12     | 9      | 10     | 38,71      |
| gen.-mag. 1992  | Inter           | A               | 17         | 4          | 9          | 4          | CI              | 2               | 0               | 0               | 2               | -                  | -                  | -                  | -                  | -                  | -           | -           | -           | -           | -           | 19     | 4      | 9      | 6      | 21,05      |
| set. 1994       | Albacete        | PD              | 1          | 0          | 1          | 0          | -               | -               | -               | -               | -               | -                  | -                  | -                  | -                  | -                  | -           | -           | -           | -           | -           | 1      | 0      | 1      | 0      | &0,00      |
| set.-ott. 1995  | Inter           | A               | 2          | 1          | 1          | 0          | -               | -               | -               | -               | -               | CU                 | 1                  | 0                  | 0                  | 1                  | -           | -           | -           | -           | -           | 3      | 1      | 1      | 1      | 33,33      |
| Totale Inter    | Totale Inter    | Totale Inter    | 49         | 15         | 20         | 14         |                 | 12              | 5               | 2               | 5               |                    | 5                  | 1                  | 2                  | 2                  |             | -           | -           | -           | -           | 66     | 21     | 24     | 21     | 31,82      |
| Totale carriera | Totale carriera | Totale carriera | 115        | 33         | 45         | 37         |                 | 25              | 6               | 7               | 12              |                    | 5                  | 1                  | 2                  | 2                  |             | -           | -           | -           | -           | 145    | 40     | 54     | 51     | 27,59      |

## Palmarès

### Giocatore

#### Club

##### Competizioni nazionali
- Coppa di Spagna: 2

Barcellona: 1956-1957, 1958-1959
- Campionato spagnolo: 2

Barcellona: 1958-1959, 1959-1960
- Campionato italiano: 3

Inter: 1962-1963, 1964-1965, 1965-1966

##### Competizioni internazionali
- Coppa delle Fiere: 2

Barcellona: 1955-1958, 1958-1960
- Coppa dei Campioni: 2

Inter: 1963-1964, 1964-1965
- Coppa Intercontinentale: 2

Inter: 1964, 1965

#### Nazionale
- Campionato d'Europa: 1

Spagna 1964

#### Individuale
- Pallone d'oro: 1

1960
- Candidato al Dream Team del Pallone d'oro (2020)

### Allenatore

#### Nazionale
- Campionato d'Europa Under-21: 1

Spagna: 1986